# Tanque de combustible conformable

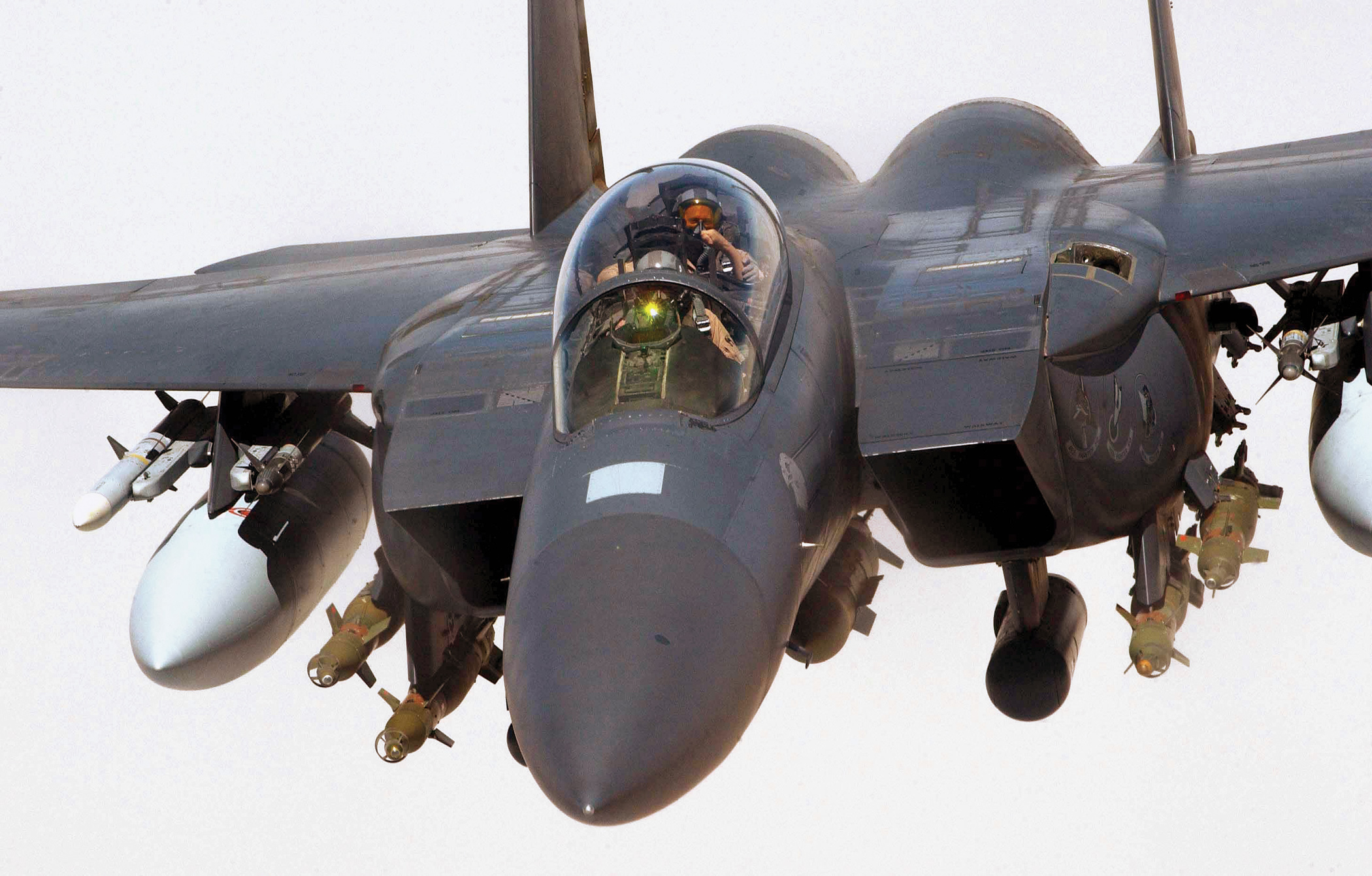
Un F-15E Strike Eagle equipado con tanques de combustible conformables bajo los encastres alares.

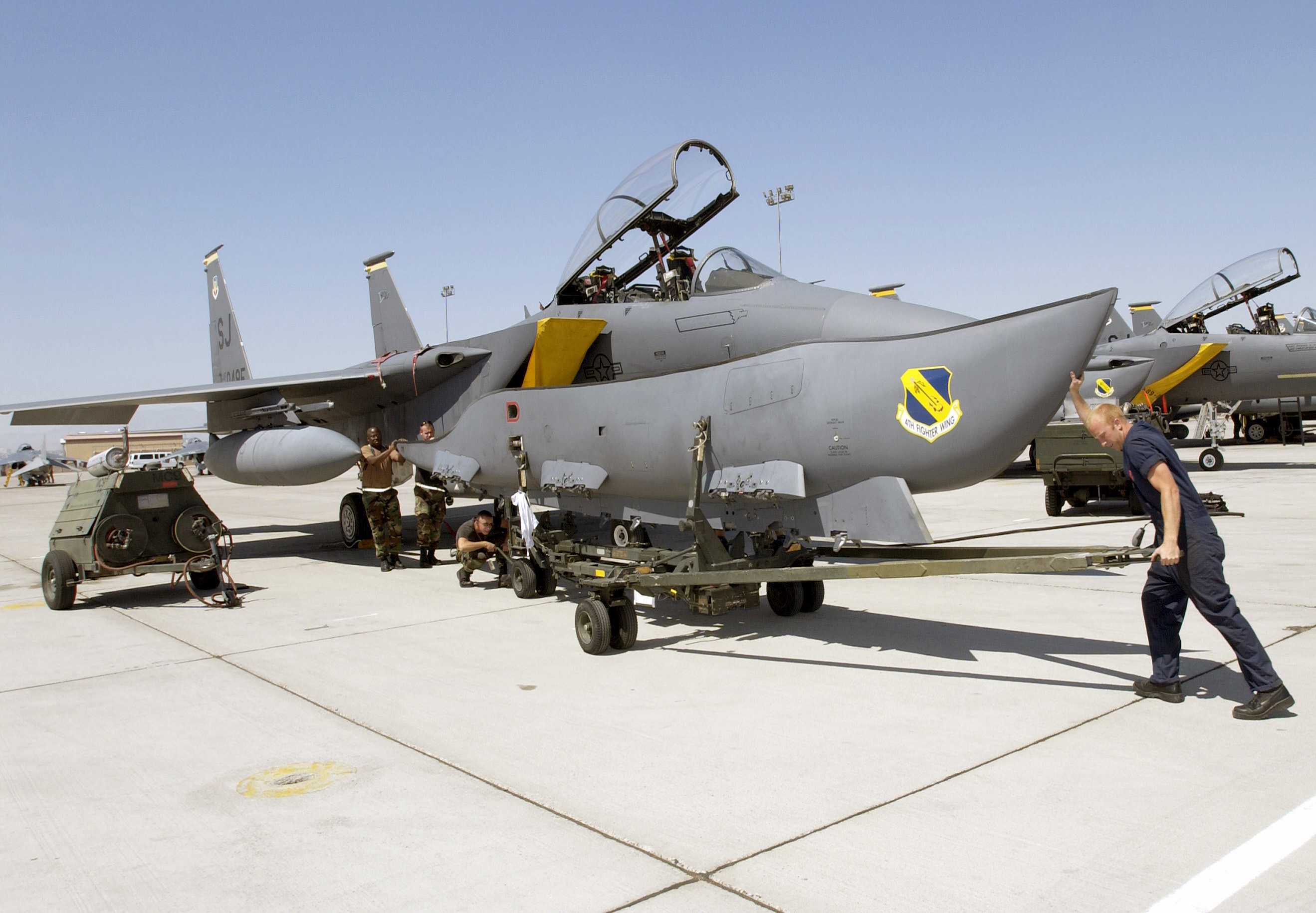
CFT siendo retirados de un F-15E.

Los tanques de combustible conformables, también conocidos por sus siglas en inglés: CFT (Conformal Fuel Tanks), son tanques de combustible suplementarios que van empotrados al perfil de una aeronave para aumentar su alcance en vuelo y que provocan poca pérdida aerodinámica comparado con los tanques externos convencionales.
Los tanques conformables tienen una desventaja, al contrario que los tanques externos, no se pueden desechar una vez que estén vacíos. Esto se debe a que los tanques conformables están ensamblados mediante «fontanería» a la aeronave, y solamente pueden ser quitados en tierra. De esta manera, cuando los CFT están vacíos, la aeronave continúa sufriendo la misma penalización aerodinámica sin ningún beneficio. Sin embargo, un avión con CFT puede llevar toda la carga de armas y dos CFT de 1.500 litros, mientras que un avión sin CFT tiene que sacrificar al menos dos pilones de armas para llevar tanques externos, reduciendo o el alcance o la carga de armas.
Otras ventajas de los CFT son que no incrementa de manera significativa la sección radar equivalente del avión, y que permiten una mayor velocidad máxima que los tanques externos.

## Ejemplos

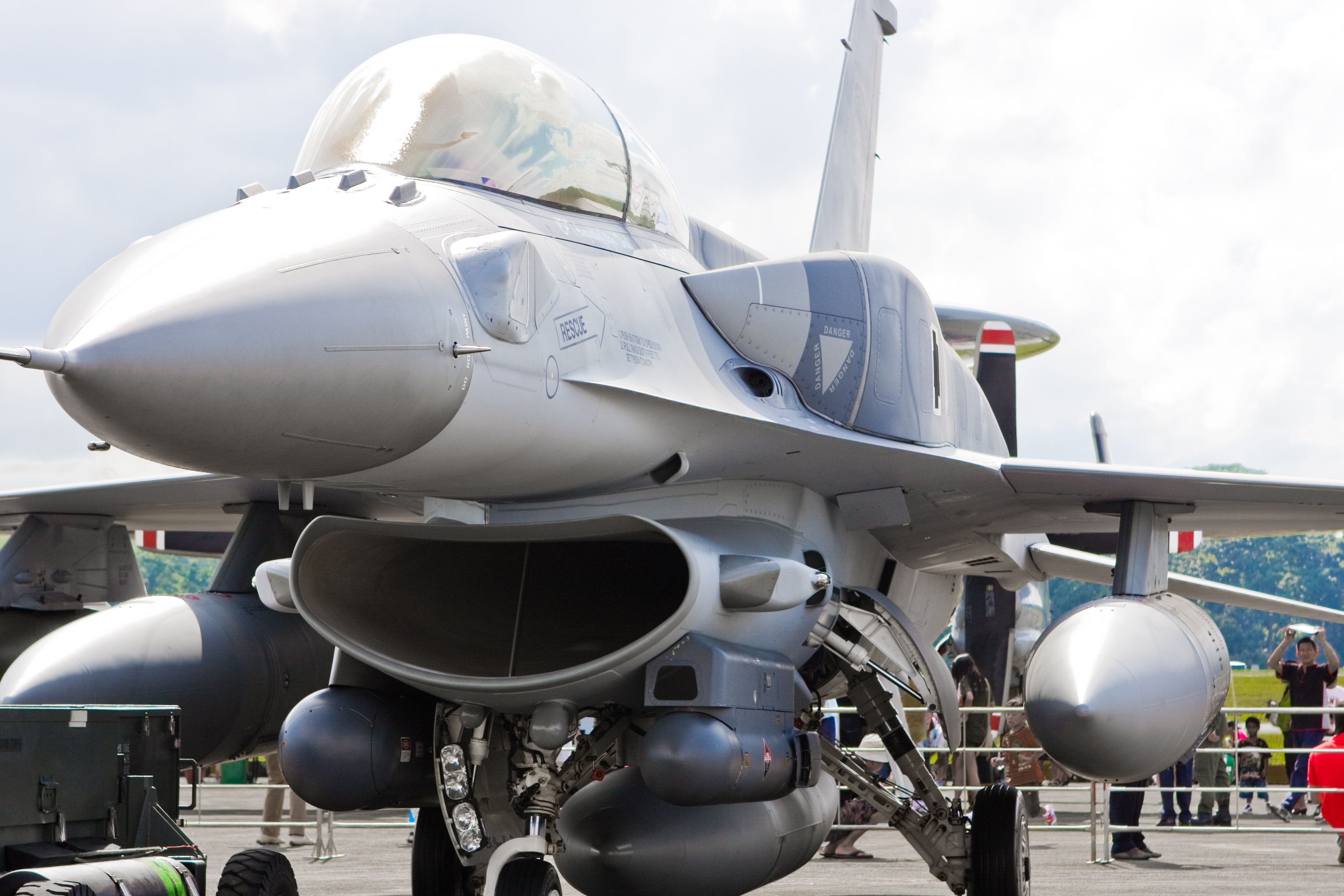
Un F-16D Bloque 52+ con tanques de combustible conformables.

- F-15 Eagle / F-15E Strike Eagle: El F-15C entró en servicio con capacidad para montar CFT. Inicialmente conocidos como paquetes FAST (Fuel And Sensor Tactical), cada unidad portaba 3.214 litros de combustible adicionales y fueron probados por primera vez en el F-15B en 1974. Actualmente solamente los F-15C/D israelíes usan regularmente los CFT. Por otra parte todos los F-15E estadounidenses, y sus variantes de exportación del Strike Eagle como los modelos de Israel y de Singapur, están provistos de CFT y requieren modificación para volar sin ellos. El paquete FAST originalmente fue pensado para portar un sistema de sensores infrarrojos para adquisición de objetivos y navegación (de ahí su nombre "Fuel And Sensor"); sin embargo, el F-15 en su lugar comenzó a utilizar los pods LANTIRN para las misiones de ataque a tierra.

- F-16 Fighting Falcon: Los aviones exportados a Grecia,  Chile, Israel, Polonia, Singapur y Emiratos Árabes Unidos están adaptados para portar dos CFT, cada uno capaz de almacenar 1.701 litros de combustible.

- Dassault Rafale:[1] Probados por primera vez por Dassault en abril de 2001, dos CFT de 1.150 litros.

- Eurofighter Typhoon:[2] Probados en el túnel de viento por BAE, dos CFT de 1.500 litros.

- English Electric Lightning[3]

- Gloster Javelin[4]

- Gloster Meteor[5]

- Shenyang J-6[6]

- Nanchang Q-5[7]